# Aubérive (Marna)
Aubérive è un comune francese di 208 abitanti situato nel dipartimento della Marna nella regione del Grand Est.

## Società

### Evoluzione demografica
Abitanti censiti